# Jacques Doucet (couturier)
Pour les articles homonymes, voir Jacques Doucet et Doucet.

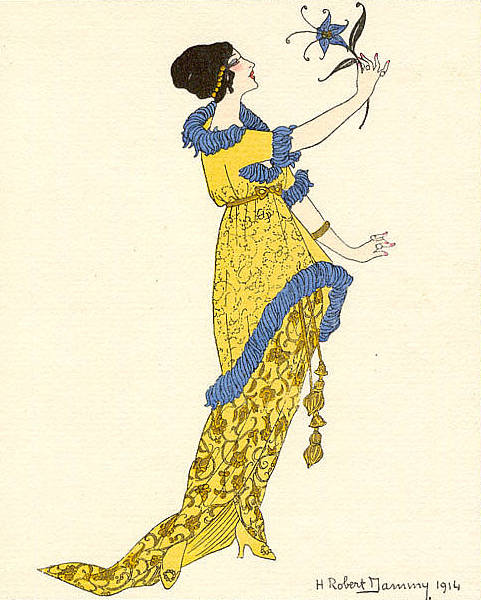
Une création de Jacques Doucet dessinée par George Barbier.

Jacques Doucet, né le 19 février 1853 à Paris et mort le 30 octobre 1929 à Neuilly-sur-Seine, est un grand couturier, collectionneur, mécène et skipper français, personnalité de la vie artistique et littéraire parisienne des années 1880-1920.

## Biographie

### Le grand couturier

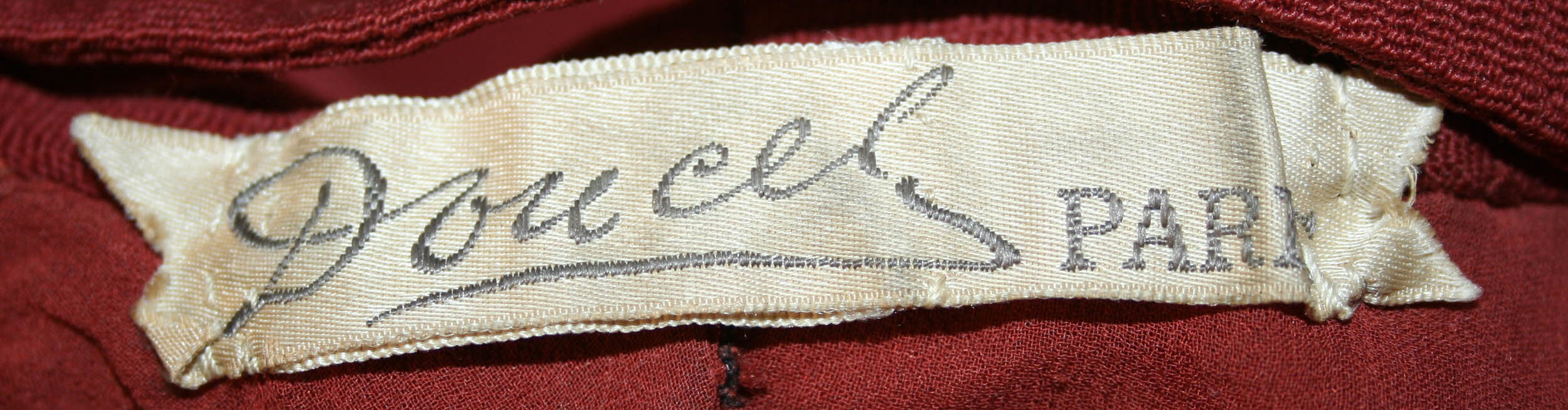
Étiquette de la maison de couture Doucet.

Propriétaire d’un magasin hérité de sa mère, rue de la Paix, Jacques Doucet fonde à Paris une des premières maisons de haute couture. Sa riche clientèle d’actrices et de femmes du monde — Réjane, Sarah Bernhardt, Liane de Pougy, la Belle Otéro — lui assure une fortune et lui permet de satisfaire ses passions d’amateur d’art et de bibliophile. Il forma Paul Poiret (1898-1901) et eut Madeleine Vionnet parmi ses assistantes.
En 1925, le financier Georges Aubert prend le contrôle de la maison Doucet et provoque un rapprochement avec la maison de Georges Dœuillet. Après la crise de 1929, la nouvelle société Dœuillet-Doucet perdure jusqu'en 1937.

Quelques créations de Jacques Doucet
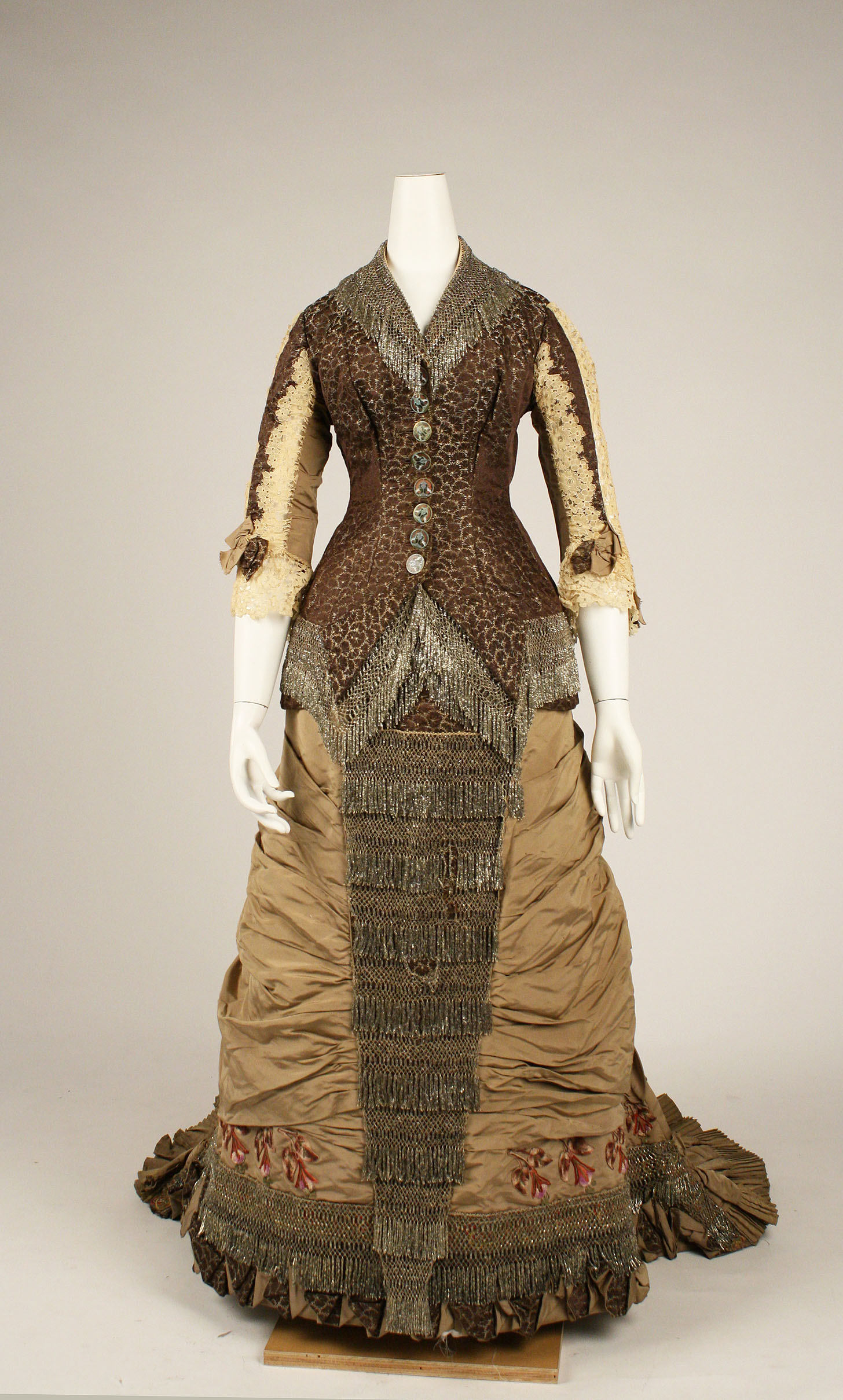
Robe, v. 1880.
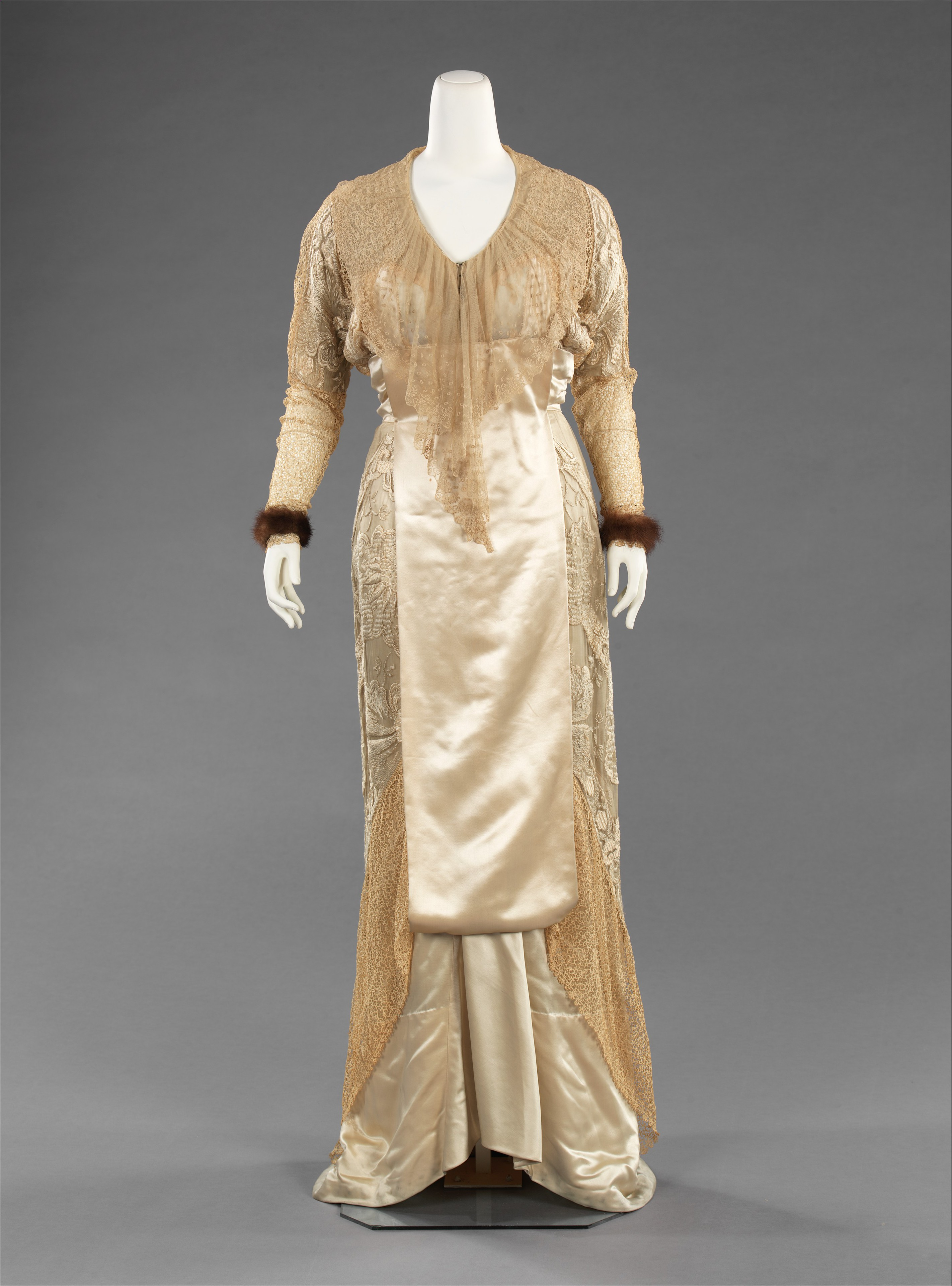
Robe de soirée, v. 1910.
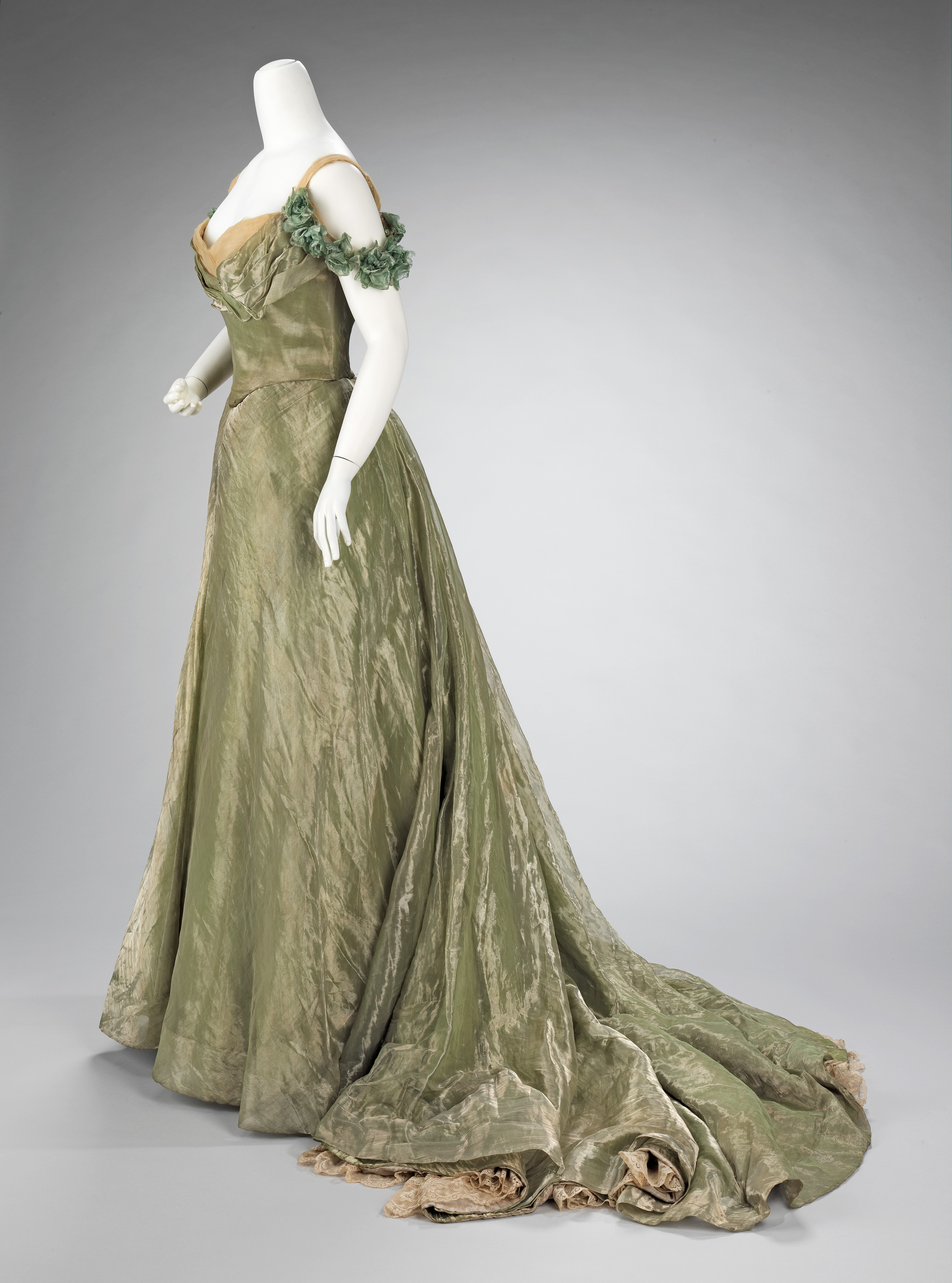
Robe de bal, 1898-1900.
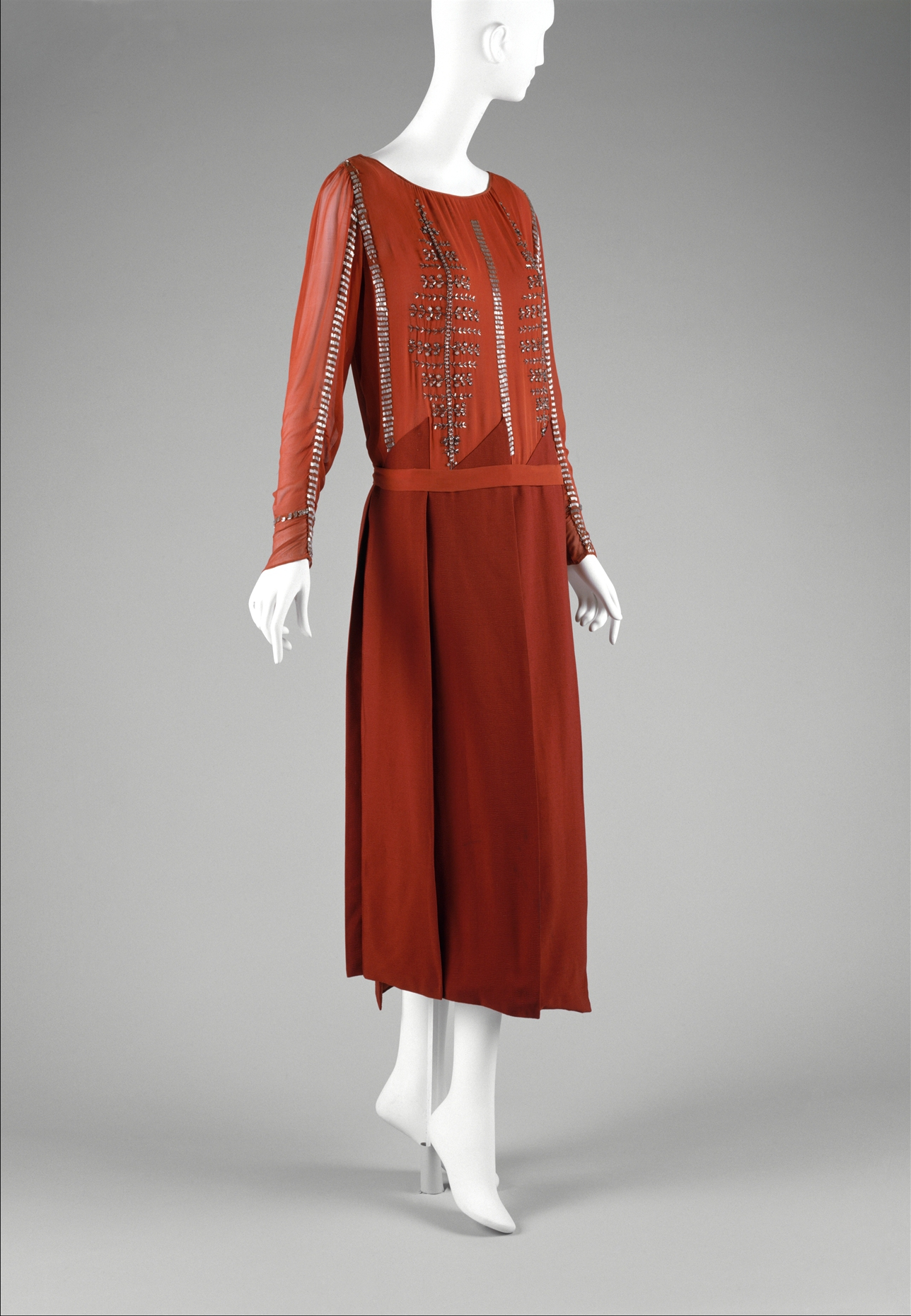
Robe, 1920-1923.

### Le collectionneur et mécène

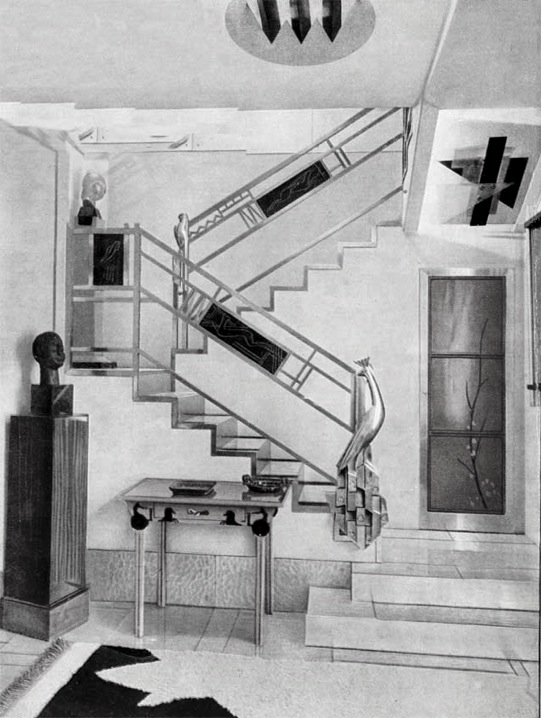
L'hôtel particulier de Jacques Doucet, 33 rue Saint-James, Neuilly-sur-Seine, 1929. Joseph Csaky conçut l'escalier, Henri Laurens la fontaine, Jacques Lipchitz le manteau de la cheminée, Eileen Gray sa table aux chars de desserte, Louis Marcoussis un tapis cubiste. Le sculpteur Gustave Miklos et d'autres ont collaboré à la décoration du studio.

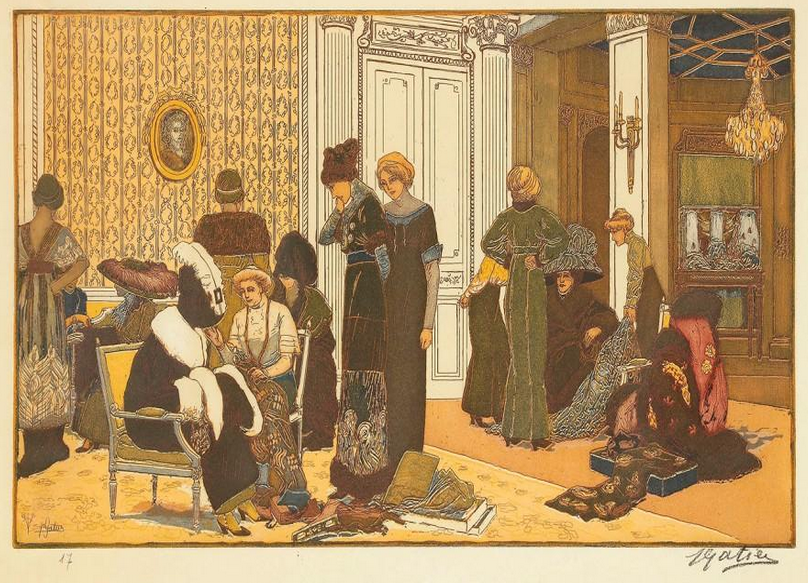
Vue du Salon de M. Doucet par Pierre Gatier (gravure, 1911).

#### Jacques Doucet collectionneur d'art du XVIIIe siècle
Enrichi par son activité de couturier, Jacques Doucet pose les premières pierres d'une importante collection d'objets d'art consacrée au XVIIIe siècle. Il rassemble des tableaux, dessins, sculptures, œuvres d'ébénisterie et de marqueterie, des estampes et des livres. Sa collection, qui réunit des pièces de provenance prestigieuse, est ouverte aux amateurs et chercheurs qui en font la demande. Parmi les pièces remarquables, on compte les Bulles de Savon de Chardin.
En juin 1912, il vend une grande partie de cette première collection, à la suite de la mort tragique de la femme qu'il aimait en secret, Jeanne Ruaud, et à laquelle il destinait cet ensemble. La vente publique, qui fait événement, engendre 13 884 460 francs d’adjudications, ce qui en fait la vente la plus chère de son temps. Outre les prix atteints, cette vente est remarquable en ce qu'elle donne lieu à un catalogue de vente particulièrement documenté, illustré et investi d'une dimension scientifique : il a été rédigé par des spécialistes, historiens de l'art et conservateurs de musée.

#### Collectionneur et mécène des artistes contemporains
Conseillé par Henri-Pierre Roché ou André Breton, Jacques Doucet constitue un nouvel ensemble composé de pièces modernes ou contemporaines, Sisley, Manet, Constantin Brancusi, Cézanne, Degas, Van Gogh, Henri Matisse, Pablo Picasso, Marie Laurencin, Joan Miro, Francis Picabia et des pièces Art déco de Marcel Coard, Joseph Csaky, Jean Dunand, Eileen Gray, Pierre Legrain, etc. En 1924, il est le premier propriétaire des Demoiselles d'Avignon de Picasso : achetées sans avoir été déroulées parce qu'elles traînaient dans un coin de l'atelier du peintre, elles seront estimées quelques mois plus tard entre deux et trois cent mille francs.
Une partie importante de la collection d'art du couturier est présentée en permanence au Musée Angladon-Collection Jacques Doucet à Avignon, créé par les héritiers de Doucet.

#### Le «passeur» d'Art Déco
C'est la vente en 1972 de la collection Doucet qui re-popularise l'Art déco auprès du grand public, avec des œuvres de Pierre  Legrain, Rose  Adler, Eileen  Gray, Clément Rousseau ou encore Marcel Coard.

#### La bibliothèque de Jacques Doucet et le soutien à la recherche en histoire de l'art et archéologie
Jacques Doucet a des visées plus vastes que la simple constitution d'une collection personnelle. Dès 1905, il finance des « cellules de recherche » sur l'histoire de l'art dans son exhaustivité. Il commande de véritables programmes de recherche, s'entourant d'éminents spécialistes. Il s'intéresse à tout et achète sans compter. Il est même l'un des premiers à comprendre la valeur des manuscrits. Constatant la pénurie documentaire dont souffre l'histoire de l'art, il constitue en 1909, avec l'aide de son premier bibliothécaire René-Jean, puis de nombreux spécialistes (Edouard Chavannes, Émile Espérandieu, Fernand Mazerolle, Paul Perdrizet, Henri Saladin, Noël Clément-Janin, etc.) une bibliothèque couvrant l'art de tous les temps et de tous les pays. Il tient en outre à acquérir les sources elles-mêmes (lettres autographes, catalogues de ventes, journaux d'artistes), nécessaires à tout historien d'art. Outre les livres et les manuscrits, cette bibliothèque, installée dans six appartements mitoyens de la rue Spontini, comporte un important fonds de photographies documentaires et une collection d'estampes et de dessins remarquable. 
Afin de faciliter le travail des historiens de l'art, Jacques Doucet initie et finance à partir de 1910 la publication du Répertoire d'Art et d'Archéologie, une bibliographie générale de tout ce qui se publie en histoire de l'art et archéologie (ouvrages, articles, catalogues de vente). Continué par la Bibliothèque d'art et d'archéologie puis par le CNRS, le Répertoire d'Art et d'Archéologie cesse de paraître en 1989. 
En 1917, Jacques Doucet offre sa bibliothèque d'histoire de l'art à l'Université de Paris : elle deviendra la Bibliothèque d'art et d'archéologie, fondation Jacques Doucet, puis, en 2003, la bibliothèque de l'Institut national d'histoire de l'art, collection Jacques Doucet.

#### La bibliothèque littéraire Jacques-Doucet
Ami d'André Suarès, il collectionne ses manuscrits, s’intéresse à ceux de la génération précédente — Stendhal, Baudelaire, Verlaine, Rimbaud — et de la génération contemporaine : Apollinaire, Gide, Cocteau, Mauriac, Montherlant, Maurois, Morand, Valéry, Proust, Giraudoux. Il fait recouvrir ces manuscrits de reliures modernes par des artistes tels que Germaine Schroeder, avant de donner cette bibliothèque littéraire à l’université de Paris en 1929 : elle deviendra la bibliothèque littéraire Jacques-Doucet. Jacques Doucet a également eu un rôle de mécène auprès de nombreux écrivains tels que André Suarès, Max Jacob, Reverdy, André Breton, Louis Aragon, Robert Desnos.

### Le skipper
Jacques Doucet participe aux deux courses de classe 2-3 tonneaux aux épreuves de voile aux Jeux olympiques de 1900 à Paris, à bord de Favorite. Il remporte la médaille d'argent à l'issue des deux courses,.

## Créations
Planches extraites de la Gazette du Bon Ton :

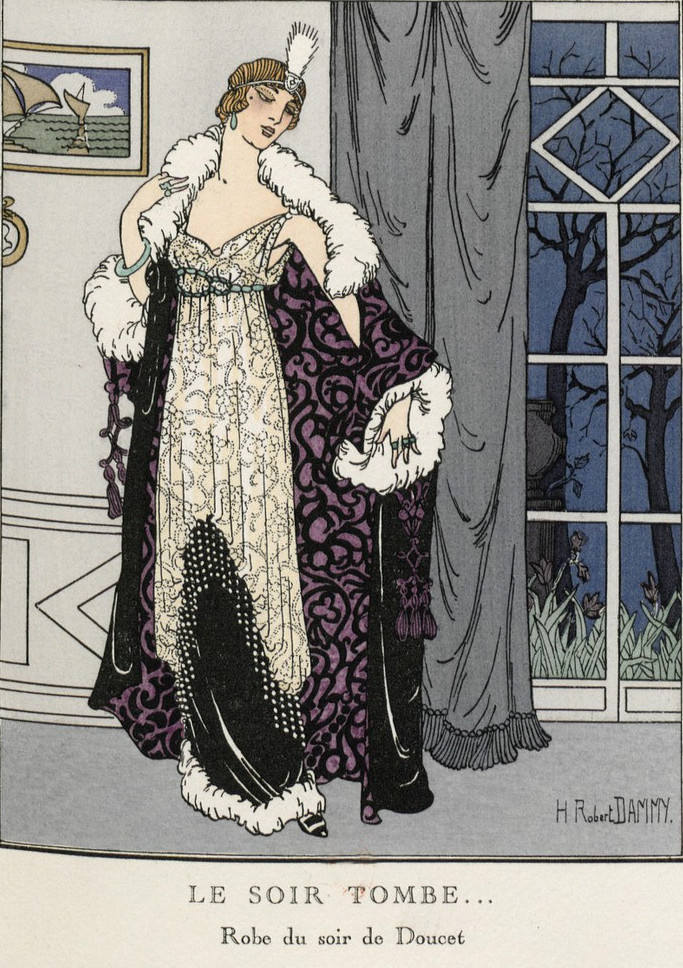
1912-1913.
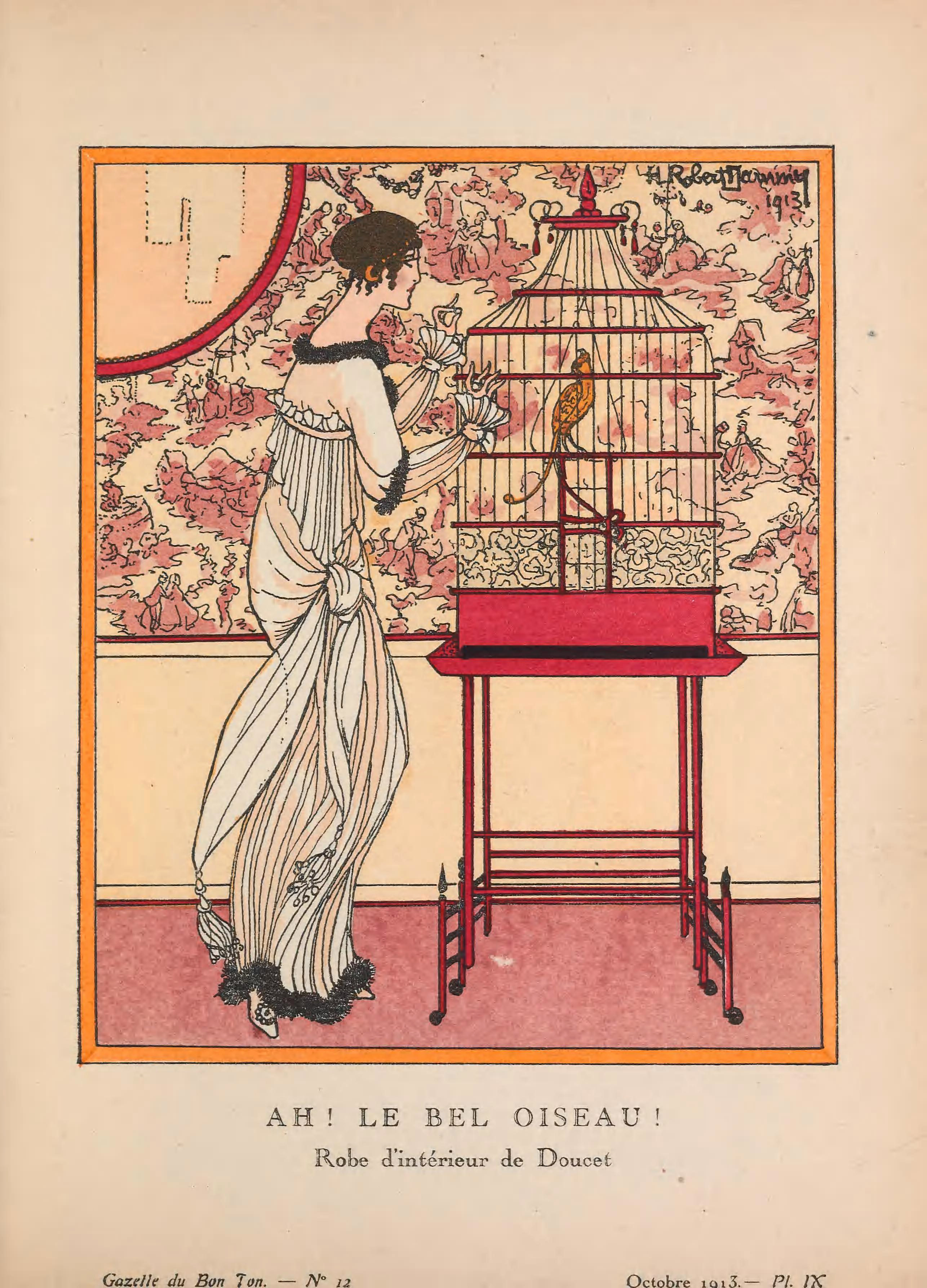
1913 (dessin de H. Robert Dammy).
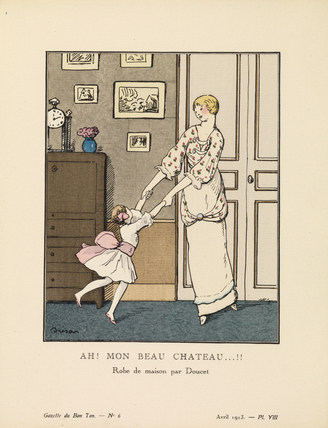
1913.
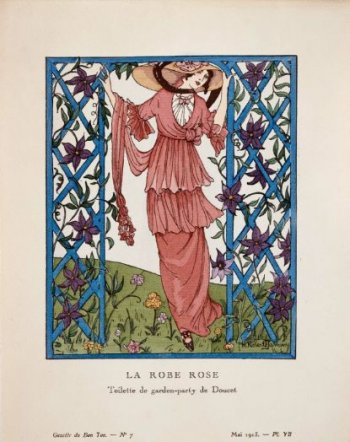
1913.
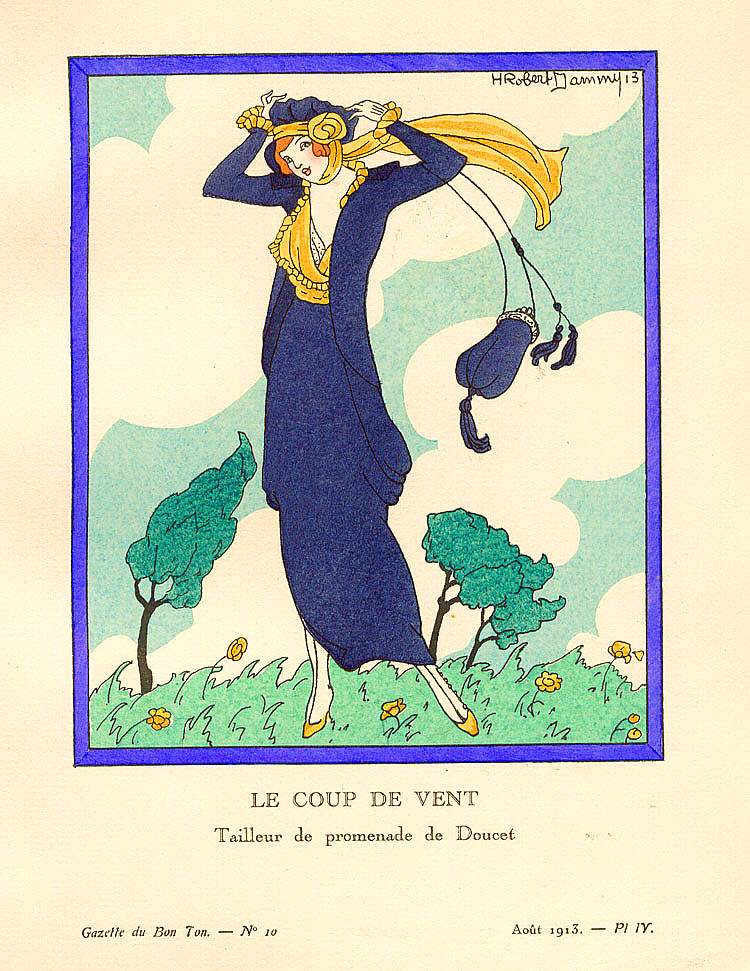
1913.
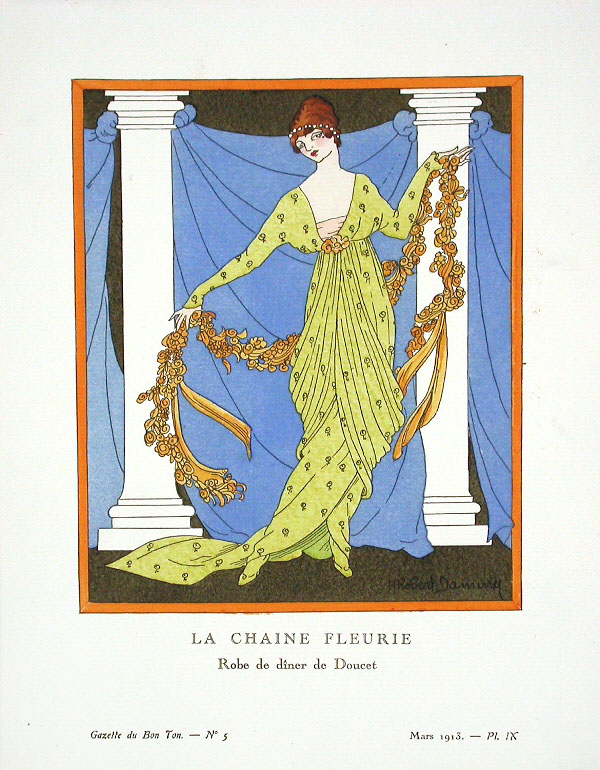
1913.
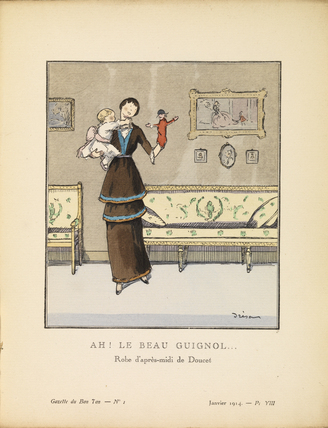
1914.
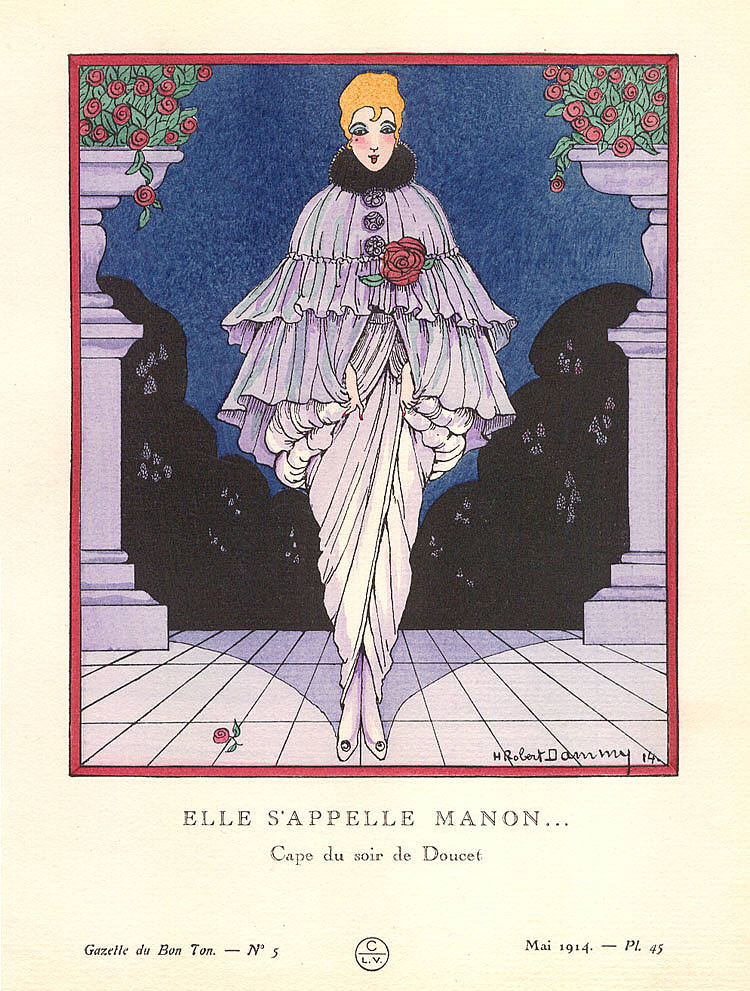
1914 (dessin de H. Robert Dammy).

## Documentation
Une collection d'archives documentant l'oeuvre de Jacques Doucet et la constitution de ses collections est déposée à l'Institut national d'histoire de l'art.

## Œuvres
- Jacques Doucet, Lustrales, Porrentruy : Éditions des Portes de France, 1946.
- Jacques Doucet, La vue seconde, Paris : P. Seghers, 1950.
- Jacques Doucet et André Suarès, Le condottiere et le magicien, correspondance établie, choisie et préfacée par François Chapon, Paris : Julliard, 1994.

#### Biographies
- François Chapon, Mystère et splendeurs de Jacques Doucet 1853-1929, Paris : JC Lattès, 1983.
- François Chapon, C'était Jacques Doucet, Paris : Fayard, 2006.
- Bernard Comment, François Chapon, Doucet de fonds en combles : trésors d'une bibliothèque d'art, Paris : Institut national d'histoire de l'art/Herscher, 2004.
- Chantal Georgel (dir.), Jacques Doucet. Collectionneur et Mécène, Paris : Institut national d’histoire de l’art/ Les Arts Décoratifs, 2016.